# Fekete Pont (együttes)
A Fekete Pont egy magyar punk rock együttes Budapestről. 2017-ben alapította Dósa B. Csaba és Scheffer Bence. Tagjai Scheffer Bence (ének), Knerli Norbert (gitár), Holló Norbert (basszusgitár) és Dósa B. Csaba (dob).

## Történet
A Fekete Pont egy szókimondó, a punk rock eredeti életérzéséből fakadóan pimasz, közéleti, társadalomkritikus és filózófikusan őszinte szövegekkel rendelkező zenekar. Koncertjeiken állandóan forró a hangulat, képesek a legkisebb helyen is Aréna érzést varázsolni. Energikusak, lendületesek, énekesük még akkor is beleugrik a közönségbe, ha csak egyetlen ember várja.
A zenekart 2017-ben Scheffer Bence és Dósa B. Csaba alapította. Csaba adta hozzá a zenei alapokat, majd később csatlakozott hozzájuk Knerli Norbert gitáros és Tomai Gábor basszusgitáros, akit 2019-ben váltott Holló Norbert. Kezdetben feldolgozásokkal koncerteztek, ám közben folyamatosan írták a számaikat, melynek eredményeképp 2022 áprilisában kiadták első kislemezüket KONTEÓ címmel, amely a Heavy Hungary heti listájának negyedik helyére került fel. A számhoz készített videóklipről számos rock orgánum is megemlékezett, a számot YouTube vloggerek elemezték.
2022 júniusában felújított változatban kiadták életük első önállóan írt számát MUTASD MAGAD címmel, melyhez egy újragondolt videoklip is csatlakozott. A szám több éves fejlődése önmaguk számára is nagy eredmény volt, hiszen végre úgy szólalt meg, ahogy eredetileg a fejükben is létezett.
2022 júliusában a KEZDŐDJÖN című zenéjük monológ-szerű szövegével és ritmikusan karcos zenei világával egy új mérföldkőként vonult be a banda életébe. Koncetjeik állandó jellegű kezdőszáma.
2022 októberében jött a VIHAR, mely már egy sokkal átgondoltabb zenei világgal és szintén masszív társadalomkritikával rendelkezett. Határozott kijelentése annak, hogy a világ jelen formájában a szakadék felé tart. A szám felkerült a Hallgass hazait Spotify lejátszási listára is és számos sajtóorgánum megemlékezett róla, többet között a Hammerworld.
2022 decemberében került kiadásra a HIÁBA VÁRSZ, ami már nem egy korábbi dal újragondolt változata, hanem egy teljesen új szám, amiben immáron pozitívabb kicsengésű üzenet is helyet kapott személyes élményeket feldolgozva.
A korai számok megjelenése után kreatív szünet következett, arculatukat felújították, majd két év szünet után kiadták a VÁLASZTANOD KELL című politikai tartalmú dalukat, amelyet a 2024-es Önkormányzati választások idejére időzítettek. Mindezt egy gerilla marketing előzte meg a TikTok csatornájukon.
Az elkövetkezendő időszakban első nagylemezüket készítették, amely az Ülj le, 1-es címre hallgat. 2025 augusztusában dobták ki első promóciós számukat CSAK 1 DOLOG címmel, amelyet még két másik követ majd. A teljes lemez 2025. október 31-én jelenik meg és 2025. november 28-án tartják lemezbemutató koncertjüket a budapesti Barhole Music Pub-ban.
Alakulásuk óta számos koncerthelyszínen megfordultak az országban az Analog Music Hall-tól, a szegedi Városi Rock Klubon át, a szombathelyi Végállomás Klubig. Több punk előadó előzenekarai is voltak, mint a Rózsaszín Pittbull vagy a Don Gatto.
| - Scheffer Bence - ének (2017 óta) - Knerli Norbert - gitár (2017 óta) - Holló Norbert - basszusgitár (2019 óta) - Dósa B. Csaba - dob (2017 óta) | - Tomai Gábor - basszusgitár (2017-2019) |

| Év   | Szám címe        | Kiadó          |
| ---- | ---------------- | -------------- |
| 2022 | Konteó           | Szerzői kiadás |
| 2022 | Mutasd magad     | Szerzői kiadás |
| 2022 | Kezdődjön        | Szerzői kiadás |
| 2022 | Vihar            | Szerzői kiadás |
| 2022 | Hiába Vársz      | Szerzői kiadás |
| 2024 | Választanod kell | Szerzői kiadás |
| 2025 | Csak 1 dolog     | Szerzői kiadás |

| Év   | Szám címe        | Rendező       |
| ---- | ---------------- | ------------- |
| 2022 | Konteó           | Gundy Kristóf |
| 2022 | Mutasd magad     | Gundy Kristóf |
| 2022 | Kezdődjön        | Gundy Kristóf |
| 2022 | Vihar            | Gundy Kristóf |
| 2022 | Hiába Vársz      | Gundy Kristóf |
| 2024 | Választanod kell | Gundy Kristóf |
| 2025 | Csak 1 dolog     | Gundy Kristóf |